# 12 أبريل
- السبت
- الأحد
- الاثنين
- الثلاثاء
- الأربعاء
- الخميس
- الجمعة

- 2929 رمضان 1446  هـ
- 301 شوال 1446  هـ
- 312 شوال 1446  هـ
- 13 شوال 1446  هـ
- 24 شوال 1446  هـ
- 35 شوال 1446  هـ
- 46 شوال 1446  هـ
- 57 شوال 1446  هـ
- 68 شوال 1446  هـ
- 79 شوال 1446  هـ
- 810 شوال 1446  هـ
- 911 شوال 1446  هـ
- 1012 شوال 1446  هـ
- 1113 شوال 1446  هـ
- 1214 شوال 1446  هـ
- 1315 شوال 1446  هـ
- 1416 شوال 1446  هـ
- 1517 شوال 1446  هـ
- 1618 شوال 1446  هـ
- 1719 شوال 1446  هـ
- 1820 شوال 1446  هـ
- 1921 شوال 1446  هـ
- 2022 شوال 1446  هـ
- 2123 شوال 1446  هـ
- 2224 شوال 1446  هـ
- 2325 شوال 1446  هـ
- 2426 شوال 1446  هـ
- 2527 شوال 1446  هـ
- 2628 شوال 1446  هـ
- 2729 شوال 1446  هـ
- 2830 شوال 1446  هـ
- 291 ذو القعدة 1446  هـ
- 302 ذو القعدة 1446  هـ
- 13 ذو القعدة 1446  هـ
- 24 ذو القعدة 1446  هـ

12 أبريل أو 12 نيسان أو يوم 12 \ 4 (اليوم الثاني عشر من الشهر الرابع) هو اليوم الثاني بعد المئة (102) من السنة البسيطة، أو اليوم الثالث بعد المئة (103) من السنوات الكبيسة وفقًا للتقويم الميلادي الغربي (الغريغوري). يبقى بعده 263 يومًا لانتهاء السنة.

## أحداث
- 1663 - الدولة العثمانية تعلن الحربَ على الإمبراطورية الرومانية المقدسة بعد 56 عاماً من معاهدة سيتفاتوروك التي أوقفت الحرب السابقة بينهم، وكان سبب الحرب هذه المرة هو بناء الألمان قلعة حصينة على الحدود مع الدولة العثمانية.
- 1861 - بدء الحرب الأهلية الأمريكية في ولايات الجنوب.
- 1872 - اليابان تعقد أول معرض دولي في قاعة يوشيما.
- 1877 - تأسيس جامعة طوكيو.
- 1937 - السير فرانك ويتل يختبر أول محرك نفاث وهو على الأرض والمصمم لتشغيل طائرة في «مصنع بريتش تومسون هيوستون» في «مدينة رجبي» في إنجلترا.
- 1945 - وفاة رئيس الولايات المتحدة فرانكلين روزفلت، ونائبه هاري ترومان يتولى الرئاسة خلفًا له ليصبح الرئيس الثالث والثلاثون لها.
- 1954 - فيتنام الشمالية تحصل على اعتراف فرنسا بها.
- 1961 - رائد الفضاء السوفيتي يوري جاجارين يقوم بأول رحلة لإنسان إلى الفضاء على متن السفينة فوستوك 1.
- 1968 - الانتهاء من أعمال أول ناطحة سحاب بارتفاع 147 مترًا وتتكون من 36 طابقًا في كاسوميغاسيكي في طوكيو.
- 1980 - اللجنة الأولمبية الأمريكية توافق على طلب الرئيس جيمي كارتر بمقاطعة دورة الألعاب الأولمبية التي تستضيفها موسكو في 19 يوليو وذلك بسبب الغزو السوفيتي لأفغانستان.
- 1981 - الرحلة الأولى لمركبة الفضاء كولومبيا.
- 1988 - جامعة هارفارد تعلن عن نجاح علمائها في إنتاج سلالة جديدة من الفئران بعد استخدام الهندسة الوراثية لأول مرة.
- 1989 - طائرة الخطوط الجوية البريطانية الكونكورد تفقد جزءًا كبيرًا من دفتها في رحلة بين كرايستشيرش وسيدني.
- 1992 - افتتاح الفرع الأوروبي لمدينة الملاهي الأمريكية الشهيرة ديزني لاند، وقد أقيمت المدينة في فرنسا خارج العاصمة باريس وحملت اسم يورو ديزني.
- 1996 - الطيارة الأمريكية «جيسيكا دوبروف» البالغة من العمر سبع سنوات تتوفى خلال محاولة وضع رقم قياسي لأصغر شخص يحلق في أنحاء الولايات المتحدة.
- 2007 - تفجير جسر الصرافية في بغداد.
- 2012 - بدء سريان وقف إطلاق النار في سوريا وفق خطة كوفي أنان، ولم ينفذ وقف إطلاق النار بشكل كامل ولم يصمد لأكثر من أسبوع.
- 2020 - دول مجموعة أوبك+ تُعلن خفضًا قياسيًا لإنتاج النفط ما بين 12,5 إلى 20 مليون برميل يوميًّا، باتفاق رعته السعودية وروسيا، لإعادة التوازن لأسواق النفط العالمية التي تأثرت بسبب جائحة فيروس كورونا.

## مواليد
- 812 - الإمام محمد الجواد، الإمام التاسع لدى الشيعة الاثنا عشرية.
- 1748 - أنطوان لوران دو جوسيو، عالم فرنسي في علم النبات.
- 1884 - أوتو مايرهوف، طبيب ألماني حاصل على جائزة نوبل في الطب عام 1922.
- 1903 - جان تنبرجن، اقتصادي هولندي حاصل على جائزة نوبل في العلوم الاقتصادية عام 1969.
- 1909 - زوزو شكيب، ممثلة مصرية.
- 1915 - أنور البابا، ممثل سوري اشتهر بأدائه لشخصية أم كامل.
- 1934 - جابر قميحة، شاعر وأديب مصري.
- 1941 -
  - فؤاد شرف الدين، مخرج وممثل لبناني.
  - بوبي مور، لاعب كرة قدم إنجليزي.
- 1942 - جاكوب زوما، رئيس جنوب أفريقيا.
- 1948 - يوشكا فيشر، سياسي ألماني.
- 1950 -
  - إسعاد يونس، ممثلة مصرية.
  - جويس باندا، رئيسة مالاوي الرابعة.
- 1956 - أندي غارسيا، ممثل أمريكي.
- 1964 - دينا، راقصة شرقية وممثلة مصرية.
- 1971 - شانين دوهيرتي، ممثلة أمريكية.
- 1973 - عمرو واكد، ممثل مصري.
- 1974 -
  - مارلي شيلتن، ممثلة أمريكية.
  - سيلفينيو، لاعب كرة قدم برازيلي.
- 1979 -
  - كلير دينس، ممثلة أمريكية.
  - ماتيا كيزمان، لاعب كرة قدم صربي.
- 1981 - نيكولاس بورديسو، لاعب كرة قدم أرجنتيني.
- 1982 - يارا جبران، ممثلة مصرية.
- 1985 - فهد الحوسني، مهندس ومنشد إماراتي.
- 1986 - بليريم دزيمايلي، لاعب كرة قدم سويسري.
- 1994 - سيرشا رونان، ممثلة أيرلندية.
- 1994 - أوه سي هون، مغني كوري جنوبي.

## وفيات
- 238 - جورديان الأول، الإمبراطور الروماني الثامن والعشرون.
- 1555 - الملكة خوانا الأولى، ملكة قشتالة وليون وأراغون وصقلية ونابولي.
- 1817 - شارل مسييه، فلكي فرنسي.
- 1901 - حسن القيم، شاعر عراقي.
- 1906 - الأمير عبد العزيز المتعب الرشيد، سادس حكام إمارة آل رشيد في حائل
- 1931 - محمد عبد العزيز الخولي، فقيه مصري.
- 1936 - كارلوس أمفينو، عالم أرجنتيني.
- 1945 - فرانكلين روزفلت، رئيس الولايات المتحدة الثاني والثلاثون.
- 1971 - إيجور تام، عالم فيزياء روسي حاصل على جائزة نوبل في الفيزياء عام 1958.
- 1997 - جورج والد، عالم فيزيولوجيا أمريكي حاصل على جائزة نوبل في الطب عام 1967.
- 2003 - ماجد بن عبد العزيز آل سعود، أمير منطقة مكة المكرمة.
- 2005 - ربى الجمال، مغنية سورية.
- 2014 - عبد الرحمٰن آل رشي، مُمثل سوري.
- 2015 - عصام بريدي، ممثل ومغني لبناني.

## أعياد ومناسبات
- إحياء ذكرى أول إنسان في الفضاء بواسطة يوري جاجارين:
  - اليوم الدولي للرحلة البشرية إلى الفضاء
  - ليلة يوري، وتدعى أحيانا «حفلة الفضاء العالمية»
  - يوم رواد الفضاء، في روسيا

## وصلات خارجية
- وكالة الأنباء القطريَّة: حدث في مثل هذا اليوم.
- النيويورك تايمز: حدث في مثل هذا اليوم.
- BBC: حدث في مثل هذا اليوم.